# Sporopodium xantholeucum
Sporopodium xantholeucum är en lavart som först beskrevs av Johannes Müller Argoviensis, och fick sitt nu gällande namn av Alexander Zahlbruckner 1924. Sporopodium xantholeucum ingår i släktet Sporopodium och familjen Ectolechiaceae.   Inga underarter finns listade i Catalogue of Life.